# Carl Trapp
Carl Maximilian Trapp (* 19. Dezember 1842 in Friedberg (Hessen); † 31. Juli 1921 ebenda) war ein deutscher Kaufmann und Politiker (Deutsche Freisinnige Partei).

## Leben
Carl Maximilian Trapp wurde als Sohn des Hofgerichtsadvokaten Friedrich Ludwig Trapp (1803–1863) und dessen Ehefrau Charlotte Barbara Frantz (1804–1846) geboren.
Nach dem Realschulabschluss an der Augustinerschule Friedberg erhielt er eine dreijährige Kaufmannsausbildung an der Leipziger Handelsschule und kam 1863, nach einer Lehre in der Frankfurter Eisenhandelsfirma Passavant & Sohn, in das Pariser Bankhaus Leopold S. Königswärter. Nach einer dreijährigen Wanderschaft, die ihn nach Dessau und Göppingen sowie in den Frankfurter Raum führte, trat er 1868 in die Firma Trapp & Münch in Friedberg ein, wo er neben seinem Bruder August (1836–1907, Chemiker) im Jahre 1870 Teilhaber der Firma wurde. 
Trapp engagierte sich politisch und trat der Deutschen Freisinnigen Partei bei, die am 5. März 1884 durch die Fusion der Liberalen Vereinigung mit der Deutschen Fortschrittspartei entstanden war.
Von 1887 bis 1911 war er Stadtverordneter in Friedberg und gehörte als Vertreter der Freisinnigen Partei dem Provinzialtag der Provinz Oberhessen an. Dieser wurde als Vertretungskörperschaft auf Provinzebene 1874 eingerichtet und entschied über das Budget und über alle Selbstverwaltungsangelegenheiten der Provinz. 

### Öffentliche Ämter
- 1877 bis 1890 Sprecher in der Turngemeinde Friedberg
- 1882 Präsident des Musikvereins Friedberg
- 1904 Vorstand der „Richard Wagner Stipendienstiftung“
- 1908 Mitgründer und Vorstandsmitglied des „Linksliberalen Vereins“

### Auszeichnungen
- 1894 Kommerzienrat

### Familie
1870 heiratete er Sofie Breidenstein (1849–1923). Aus der Ehe sind die Kinder Rudolf (1877–1965, Chemiker und Berufsfotograf), Lina Charlotte (* 1881, ∞ Karl Gustav Spamer (1871–1946)) und Charlotte (* 1886) hervorgegangen.

### Sonstiges
Trapp verfasste zahlreiche kleinere Schriften und Gedichte und war vielfacher Mäzen in Friedberg.